# Sisyrinchium montanum
Espèce
Classification phylogénétique
Sisyrinchium montanum aussi appelée Herbe aux yeux bleus ou Bermudienne des montagnes, est une espèce de plantes herbacées vivaces de la famille des Iridaceae originaire d'Amérique du Nord. 
Introduite accidentellement en France, elle abonde en forêt d'Argonne, où on l'assimile à la flore obsidionale (flore typique des anciens lieux de guerre ou marquant les couloirs de passages d'armées),,.
Elle se présente en touffes fournies avec des feuilles étroites ressemblant à celles de l'iris et de nombreuses fleurs bleues. Parfois connues localement sous le nom de « petites fleurs aux yeux bleus ».

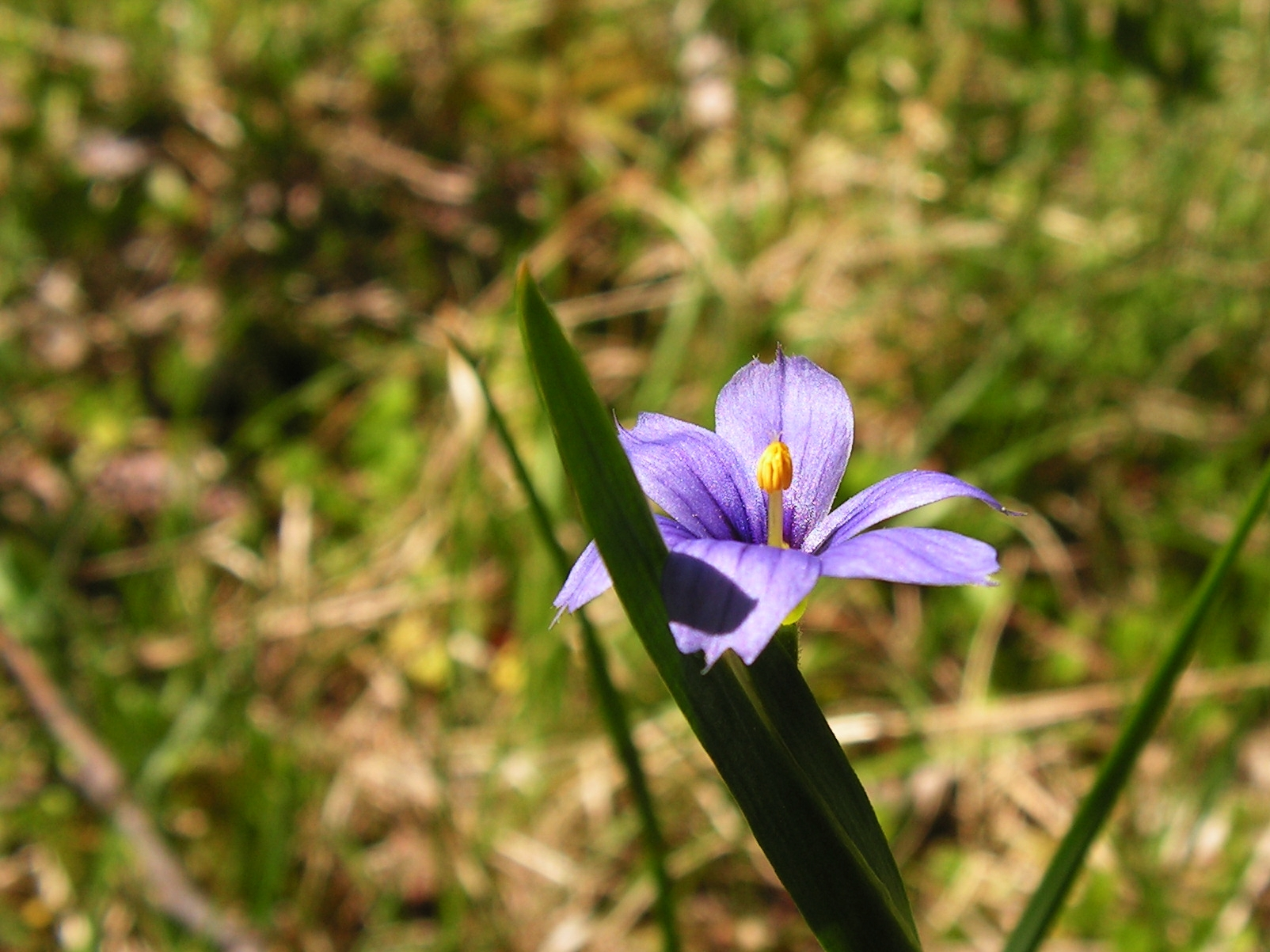
Fleur de Sisyrinchium montanum, Québec.